# Le Nombril
Le Nombril est une pièce de théâtre de Jean Anouilh. Elle a été représentée pour la première fois à Paris le 24 septembre 1981, au théâtre de l'Atelier, dans une mise en scène de l'auteur et de Roland Piétri, avec des décors de Jean-Denis Malcles.
Le texte de la pièce a été édité par La Table ronde en 1981.

## Résumé
Léon, un vieil écrivain de pièces dramatiques, souffre de troubles cardiaques assez graves. Sa femme, ses enfants, sa maîtresse, son ami d'enfance, sous couvert de sentiments respectables, n'en veulent qu'à son argent.

## Personnages
par ordre d'entrée en scène
- Léon
- La femme de ménage
- Le vieux déménageur
- Le jeune déménageur
- Joséphine, la petite amie de Léon
- Arthur, le fils de Léon
- Le docteur
- Gaston, l'ami d'enfance de Léon
- Lucie, une fille de Léon
- Ardèle, la femme de Léon
- Bernard, le gendre de Léon, mari de Lucie
- Marie-Christine, une fille de Léon

## Principales productions
Théâtre de l'Atelier, création le 18 septembre 1981, reprise le 17 septembre 1982
Mise en scène de Roland Piétri et Jean Anouilh, décors de Jean-Denis Malcles,,.
Bernard Blier (Léon), Christian Marin (Gaston), Élisabeth Margoni puis Marion Game (Joséphine), Françoise Brion (Ardèle), Guy Grosso puis Francis Lax (Le docteur), Erick Desmarestz (Bernard), Anne Deleuze (Lucie), Gabriel Gobin (Le vieux déménageur), Anne-Marie Jabraud (La femme de ménage), Georges Caudron (Arthur), Jacqueline Holtz puis Lissa Pillu (Marie-Christine), Frédéric Habera (Le jeune déménageur)
Tournée Herbert-Karsenty 1982-1983, tournée du Théâtre de l'Œuvre, 1983-1984
Mise en scène de Roland Piétri et Jean Anouilh, décors de Jean-Denis Malcles,,
Bernard Blier (Léon), Hubert de Lapparent (Gaston), Annick Roux puis Marie-Georges Pascal (Joséphine), Catherine Alcover (Ardèle), Bernard Charlan (Le docteur), Erick Desmarestz (Bernard), Catherine Ménétrier (Lucie), Robert Deslandes puis Jean-Simon Prévost (Le vieux déménageur), Janine Sudreau (La femme de ménage), Hugues Debiolles (Arthur), Caroline Laurence puis Claudia Coste (Marie-Christine), Pascal Guilbert (Le jeune déménageur)
Comédie des Champs-Élysées, 2011
Mise en scène de Michel Fagadau, scénographie de Mathieu Lorry-Dupuy.
Francis Perrin (Léon), Éric Laugérias, Alexandra Ansidei, Sarah Grappin, Jean-Paul Bordes, Davy Sardou, Julie Cavanna (Lucie), Christian Bouillette, Francine Bergé, Patrice Costa, Perrine Tourneux

## Éditions
- Le Nombril, La Table Ronde, 1981.
- L'Avant-Scène Théâtre, no 721, Le Nombril, 1983
- Jean Anouilh : Pièces farceuses : Chers zoizeaux, La Culotte, Épisode de la vie d'un auteur, Le Nombril, La Table Ronde, 1984.